# Mil Mi-34
Mil Mi-34 (kód NATO "Hermit") je lehký vrtulník navržený ruskou konstrukční kanceláří Mil ve dvou či čtyřmístné verzi. První let proběhl 17. listopadu 1986, poprvé byl představen veřejnosti v roce 1987 na Paris Air Show. Mi-34 vyráběný od roku 1993 nahrazuje při výcviku pilotů zastaralý typ Mi-1, je schopen složitějších akrobatických manévrů včetně loopingu.

## Konstrukce
Jde o vrtulník klasické koncepce (jeden nosný a jeden ocasní vyrovnávací rotor). Čtyřlistý hlavní rotor i dvoulistý ocasní jsou vyrobeny z kompozitních materiálů (skleněné vlákno-plast vyztužené uhlíkovým vláknem). Využívá pístový hvězdicový motor Vedenějev M-14V-26V. Aerodynamický trup je vejčitého tvaru, podvozek je ližinový. Dle verze je helikoptéra dvou nebo čtyřmístná.

## Verze vrtulníku
Mi-34S
Základní verze, pro ruský trh označována jako Mi-34.
Mi-34S1
Vylepšená verze s ekonomičtějším a na údržbu snadnějším motorem M-9VF a modifikovanými partiemi trupu. První ze dvou prototypů vzlétl 4. srpna 2011.
Mi-34L
Varianta s pístovým motorem Textron Lycoming TIO-540J (261 kW), nepostaveno.
Mi-34P
Verze určená pro policejní účely (P - „Patrulnyj“, hlídkový). Vznikla na základě požadavků moskevské policie. Do jeho výbavy patří světlomet, termovize, reproduktor, dalekohled a speciální spojovací systémy.
Mi-34A
Luxusní verze s turbohřídelovým motorem Allison 250-C20R.
Mi-34M1, Mi-34M2
Plánovaná dvoumotorová verze pro šest pasažérů, maximální vzletová hmotnost cca 2 500 kg.
Mi-34UT
Cvičná verze se zdvojeným řízením.
Mi-34VAZ neboli Mi-234
Plánovaná verze se dvěma motory VAZ-4265.
Mi-44
Plánovaná verze s motorem TV-O-100 a přepracovaným trupem.

## Specifikace (Mi-34)

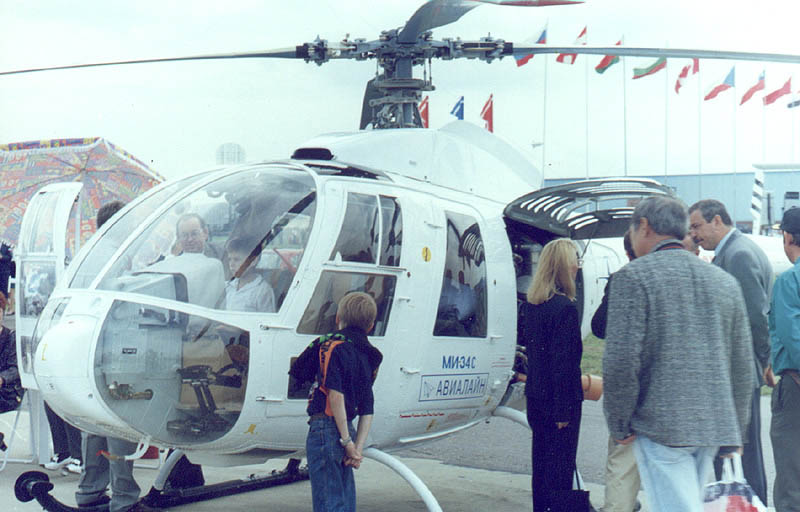
Mi-34S

Data z:

### Technické údaje
- Motor: 1x vzduchem chlazený pístový hvězdicový motor Vedenějev M-14V-26V o výkonu 239 kW (320 hp)
- Průměr hlavního rotoru: 10,0 m
- Rotorová plocha: 78,7 m²
- Délka trupu:[pozn. 1] 8,71 m (i s rotory 11,42 m)
- Výška:[pozn. 2] 2,75 m
- Prázdná hmotnost:[pozn. 3] 950 kg
- Maximální vzletová hmotnost: 1 450 kg
- Posádka: 1-2 piloti
- Kapacita: 2-3 pasažéři

## Odkazy

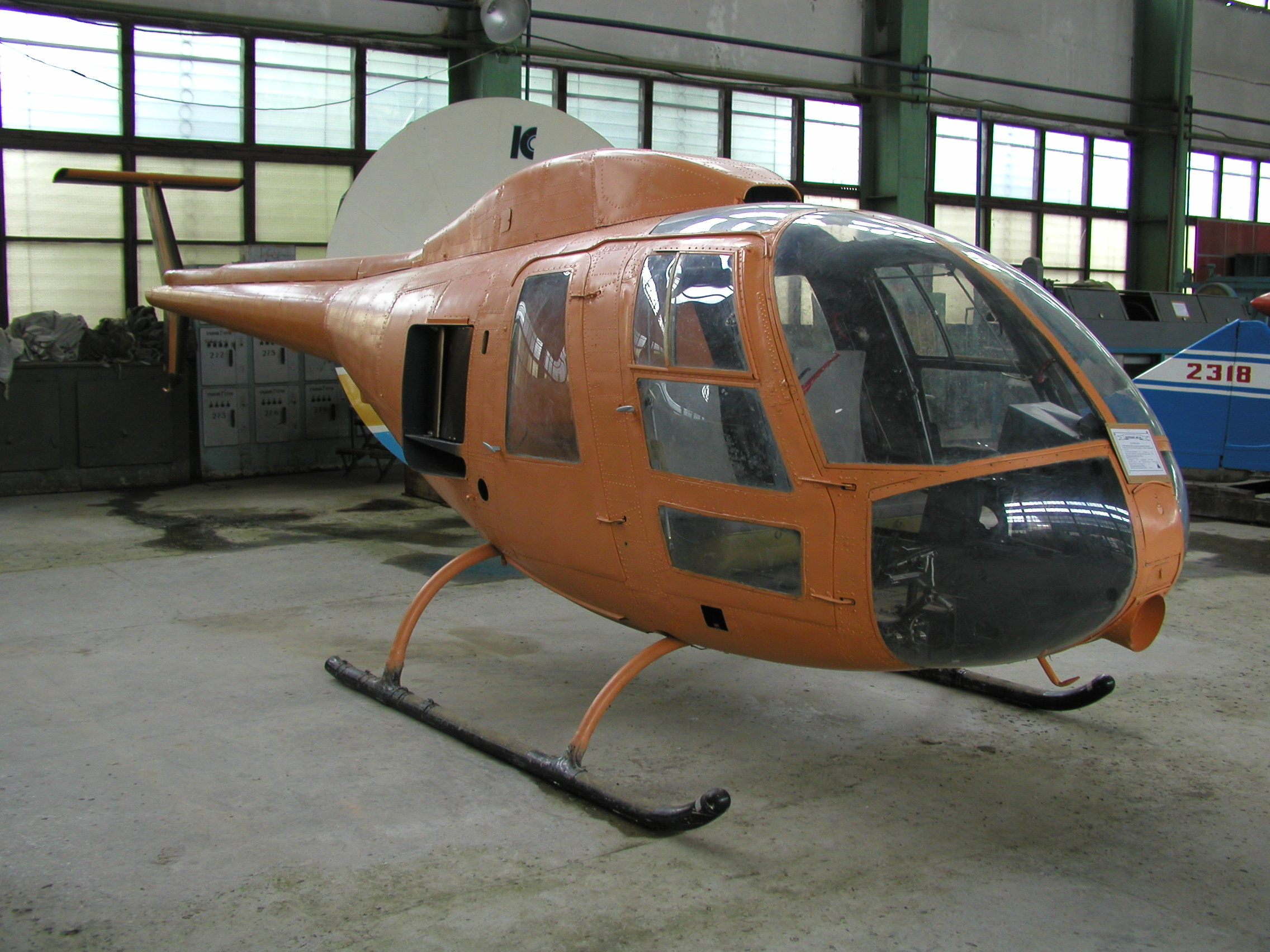
Mi-34

### Výkony
- Maximální rychlost: 210 km/h
- Cestovní rychlost: 170 km/h
- Dynamický dostup: 4 000 m
- Dolet: 356 km